# Саскатун
Саскату́н  (англ. Saskatoon) — найбільше місто провінції Саскачеван, сільськогосподарський і культурний осередок розташований над Південним Саскачеваном. Засноване у 1883 році; у 1980-х роках переросло населенням столицю провінції м. Реджайна.
Населення: 202 425 мешканців (2006), із них 14 400 україноканадці (1947 — 2 400, 1961 — 9 100). Жителів міста звуть «саскатунці».

## Етимологія
Назва міста «Саскатун» походить з мови корінних жилелів крі: означає «місце misâskwatômin», цебто там, де багато ягід ірги вільхолистої (Amelanchier alnifolia) — солодких фіолетових ягід, які ростуть у районі Саскатуна.

## Історія
У 1882 році торонтському Колонізаційному товаристві «Тверезість» (англ. Temperance Colonization Society) було надано 5460 гектарів (21 секцій) землі над річкою Південний Саскачеван між містечками Ворман (англ. Warman) і Дондерн (англ. Dundurn). Саме це ж товариство поставило собі за благородну мету заснування сільської громади, вільної від алкогольної залежності. У 1883 група поселенців та їх лідер Джон Нільсон Лейк (англ. John Neilson Lake), прибули на місце, де нині находиться м. Саскатун з ціллю заснування тут же перше постійного поселення: прибули залізницею з Онтаріо до Мус-Джо та доїхали до місця призначення верхи, оскільки залізничну колію тоді ще не було завершено.
Після Битви під Фіш-Кріком (англ. Battle of Fish Creek) і Битви під Батошем (англ. Battle of Batoche) 1885 за часів Повстання в Північно-західних територіях, поранені канадські солдати видужували в Резиденції Марр (англ. Marr Residence — зараз є історичним місцем). Загиблих солдатів поховано на Піонерському Цвинтарі (англ. Pioneer Cemetery) недалеко від нинішнього Виставкового комплексу.
У 1906 населення міста зросло до 4500 осіб (включало тоді громади Саскатуну, Ріверсдейл (англ. Riversdale) і Нутана (англ. Nutana). У 1955 році громада Монтґомері-Плейс (англ. Montgomery Place), а в 1956 році в сусідня їй Сазерленд (англ. Sutherland) увійшли у склад міста Саскатун.

## Географія
Саскатун розташований на широкій смузі родючого чорнозему в середній і південній частинах провінції Саскачевана та знаходиться в біомі із назвою Осиковий лісостеп (англ. Aspen Parkland). Місто на рівнині: найнижча точка міста — річка Південний Саскатун; найвищі точки — передмістя Сазерленд у східній частині міста і Сільвервуд-Рівер-Хайтс у передмісті північної частини. Саскатун поділено на східну і західну частини річкою Південний Саскачеван.

## Клімат

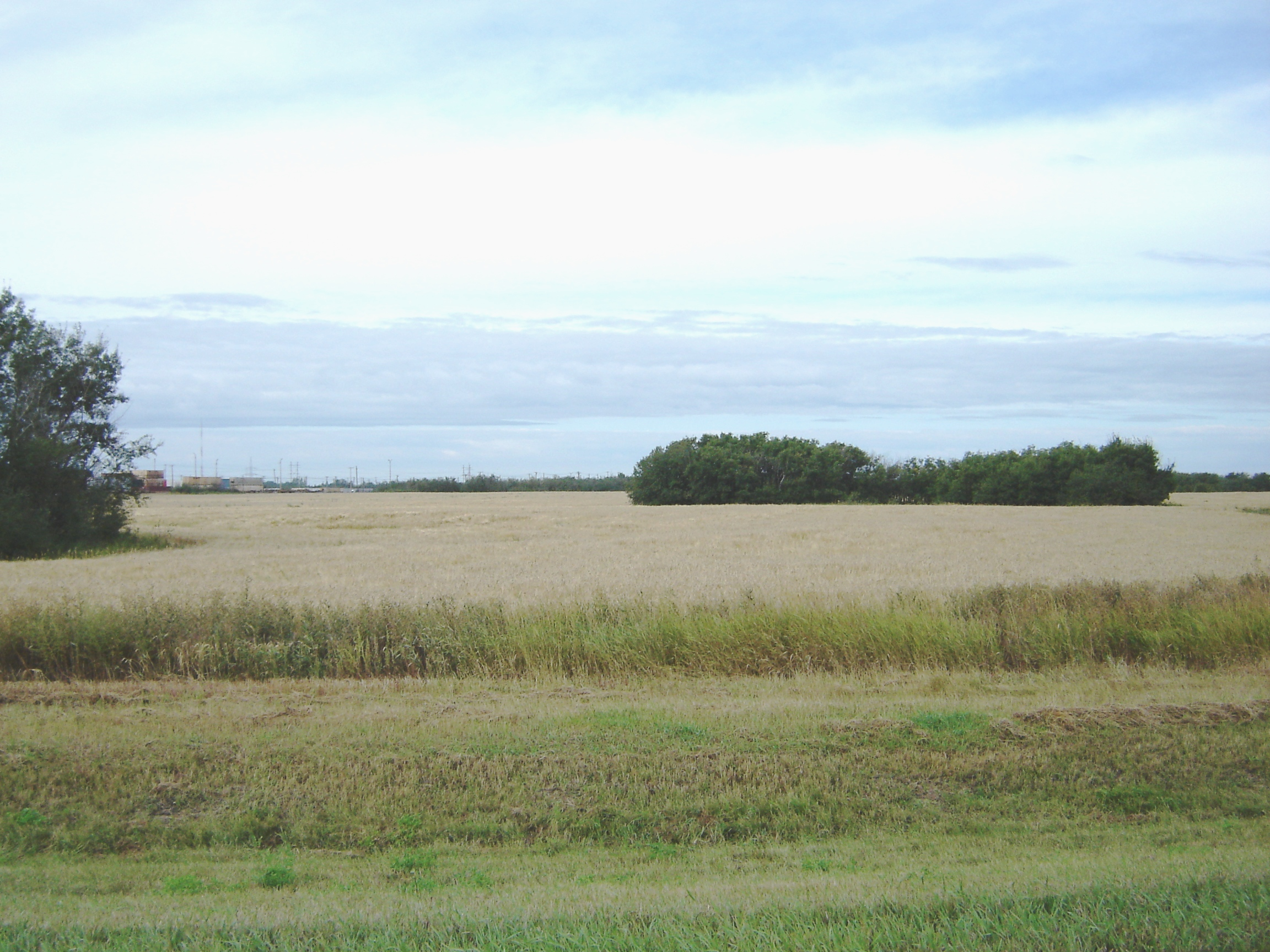
Осиковий лісостеп влітку

Клімат в Саскатуні, як і у всьому Саскачевані,— вологий континентальний (кліматична класифікація Кеппена: Dfb) Саскатун знаходиться в біомі Осиковий лісостеп (англ. Aspen Parkland), цебто в рослинній кліматичній зоні 2b.
Ектсремуми температури коливаються від −50 °C в р. 1893 до +41 °C в р. 1988.

Найнижча рекордна температура -60.9 °C.

Опадів випадає близько 350 мм, взимку — у вигляді снігу а, влітку — у вигляді дощу. вітри на рівнинних преріях сильні.
Саскатун — сонячне місто: у середньому 2,380.8 годин сонячного світла на рік.
Екстремальні температури також більш терпимі завдяки низькій вологості.
| Клімат Саскатуна                                     | Клімат Саскатуна | Клімат Саскатуна | Клімат Саскатуна | Клімат Саскатуна | Клімат Саскатуна | Клімат Саскатуна | Клімат Саскатуна | Клімат Саскатуна | Клімат Саскатуна | Клімат Саскатуна | Клімат Саскатуна | Клімат Саскатуна | Клімат Саскатуна |
| Показник                                             | Січ.             | Лют.             | Бер.             | Квіт.            | Трав.            | Черв.            | Лип.             | Серп.            | Вер.             | Жовт.            | Лист.            | Груд.            | Рік              |
| Середній максимум, °C                                | −11,8            | −7,8             | 0,7              | 10,6             | 18,4             | 22,6             | 24,9             | 24,4             | 18,0             | 10,8             | −1,6             | −9,2             | 8,2              |
| Середній мінімум, °C                                 | −22,3            | −18,2            | −10,2            | −1,9             | 4,5              | 9,4              | 11,4             | 10,2             | 4,4              | −1,9             | −10,9            | −19,3            | −3,8             |
| Норма опадів, мм                                     | 15.2             | 10.3             | 14.7             | 23.9             | 49.4             | 61.1             | 60.1             | 38.8             | 30.7             | 16.7             | 13.3             | 15.9             | 350              |
| ---------------------------------------------------- | ---------------- | ---------------- | ---------------- | ---------------- | ---------------- | ---------------- | ---------------- | ---------------- | ---------------- | ---------------- | ---------------- | ---------------- | ---------------- |
| Джерело: Міністерство навколшнього середовища Канади |                  |                  |                  |                  |                  |                  |                  |                  |                  |                  |                  |                  |                  |

## Транспорт
Саскатун розташований на Шосе Йєлоугед, яке з'єднує провінції Саскачеван, Манітоба, Альберта і Британська Колумбія. Автодороги № 7, 11, 12, 14, 41, 219, 684, та 762 ведуть до Саскатуну.

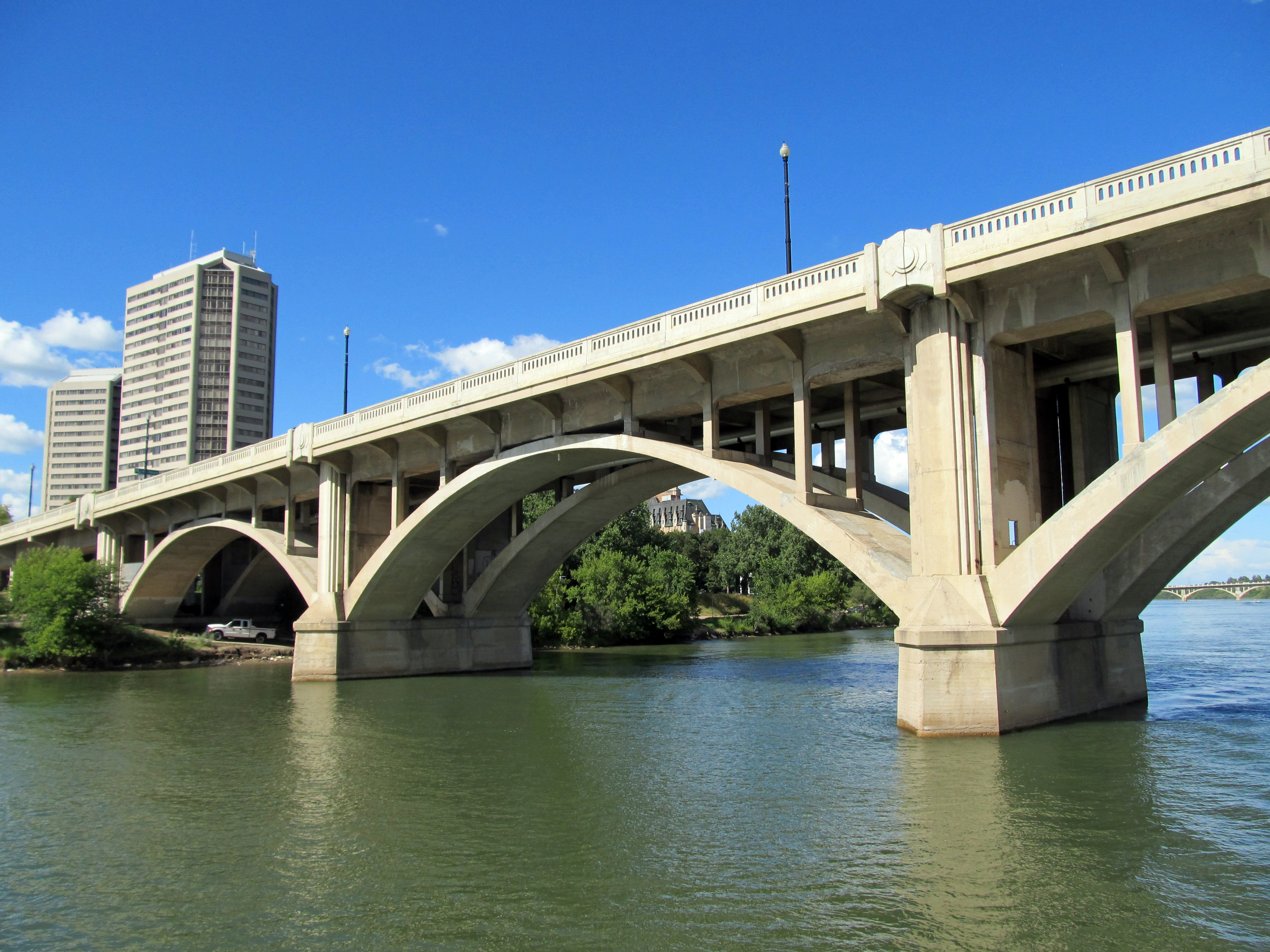
Бродвейській міст

Мости через Південний Саскачеван включають:
- Міст «Гранд-Тронк» (англ. Grand Trunk Bridge (залізниця))
- «Міст Серкел-Драйв-Саут» (англ. Circle Drive South Bridge)
- «Міст ім. Сенатора Сида Боквулда» (англ. Senator Sid Buckwold Bridge)
- «Міст Бродвей» (англ. Broadway Bridge)
- «Міст Університет» (англ. University Bridge)
- «Міст КТЗ» (англ. CPR Bridge (залізниця))
- «Міст Сиркель-Дрейв» (англ. Circle Drive Bridge)

Міжнародний аеропорт імені Джона Діфенбейкера (англ. Saskatoon/John G. Diefenbaker International Airport) — служби мають у своєму складі регулярні та чартерні авіакомпанії для міста. Аеропорт є головним транспортним центром для гірських та віддалених районів в північній провінції Саскачевана.
Канадська тихоокеанська залізниця й Канадська національна залізниця керують інтермодальними транспортними системами (Вантажне господарство — залізнична станція) і вантажними транс-центрами в Саскатуні. Канадська Національна залізниця також керує автомобільним центром передачі. Зупинка Саскатун на канадському пасажирському трансконтинентальному залізничному маршруті управляється «Via Rail». Залізничний вокзал Саскатуна розташований в західній частині міста. Пасажирська станція відкрита наприкінці 1960-х як заміна для першої головної станції Саскатуна, яка була розташована в центрі міста Перший Авенью. Після переїзду станції центр міста був перебудований, в тому числі будівництво «Midtown Plaza», «TCU Place» (аудиторії Centennial) та інші.

## Економіка

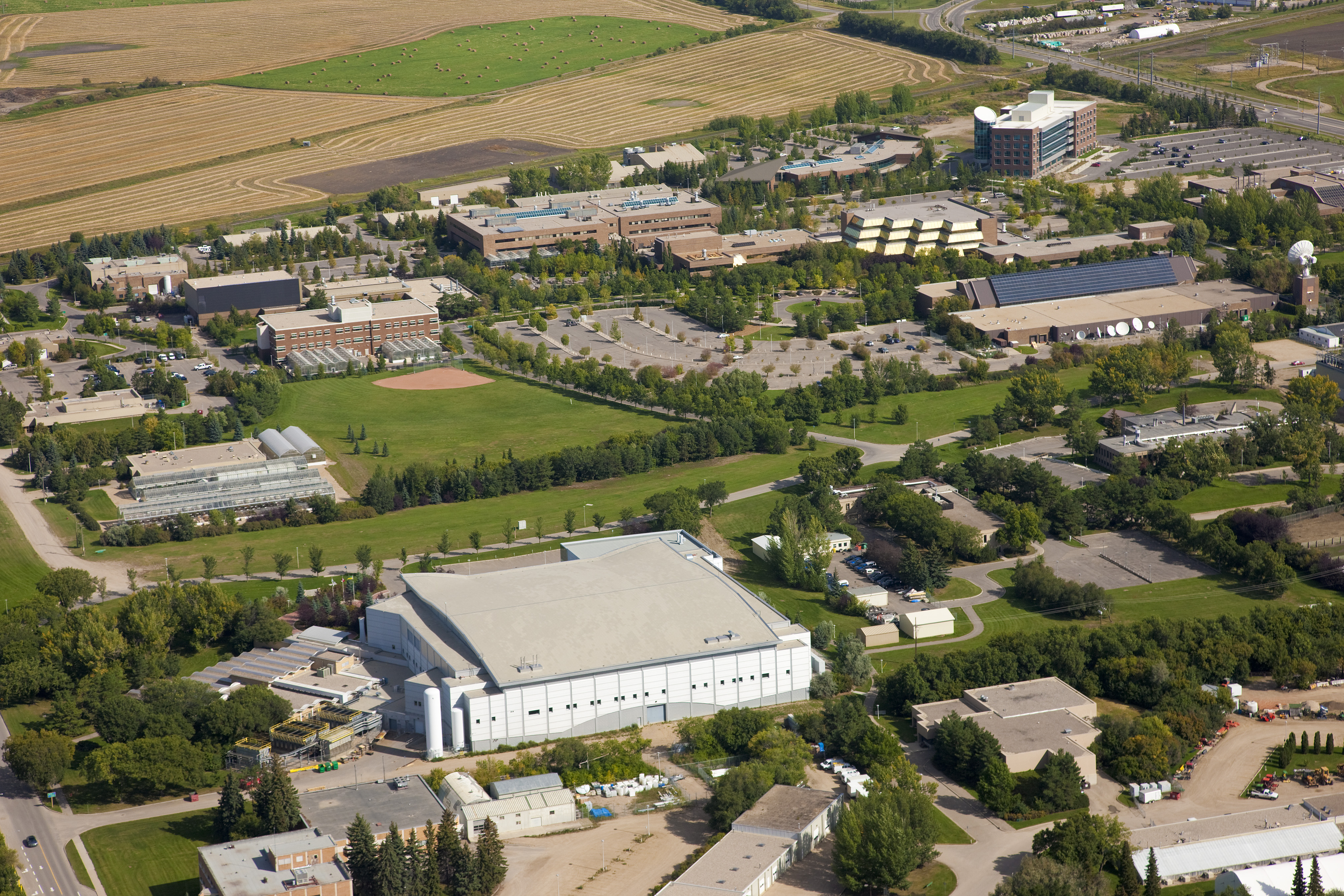
Місце Інновацій. Позаду — синхротрон «Канадського Джерела Світла»

Економіка Саскатуна базується на вирощуванні зернових культур, худоби, видобутку нафти і газу, поташу, урану, золота, алмазів, вугілля і пов'язаних з ними галузях.
Найбільша в світі компанія, що виробляє уран, Cameco, і PotashCorp найбільший із світових постачальників поташу; третій продуцент фосфатів і азотів у світі, мають штаб-квартири в Саскатуні. Майже дві третини видобутих поташних світових запасів знаходяться в області Саскатуна.
«Місце Інновацій» (англ. Innovation Place) — науковий парк (центр), заснований в 1980 році, об'єднує майже 150 підприємств із галузей сільського господарства, інформаційних технологій та навколишнього середовища, наук про життя та біотехнології.
У Саскатуні знаходиться Саскачеванський університет й «Канадське Джерело Світла» (англ. Canadian Light Source), Національний синхротрон-центр Канади.

## Цікаві місця

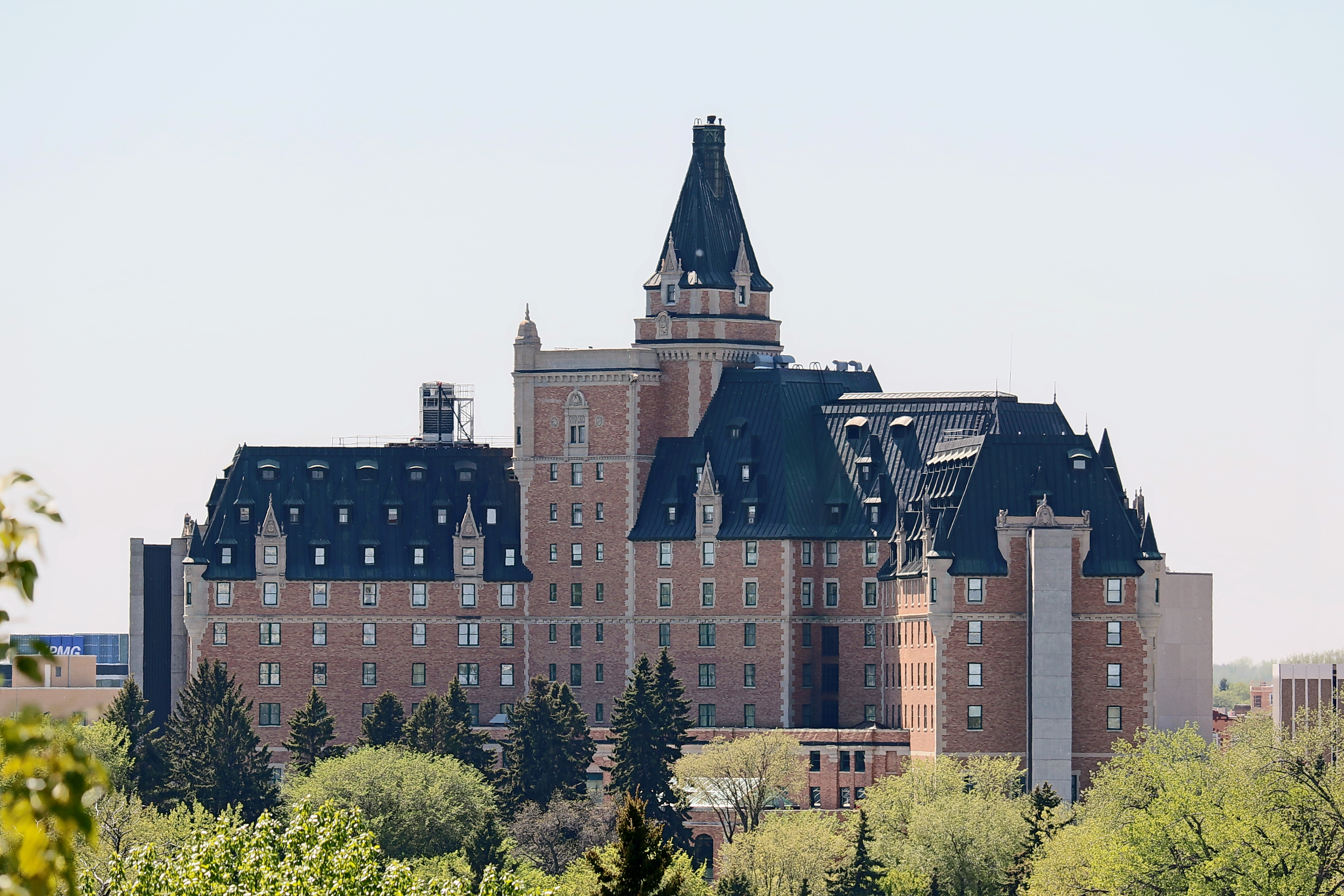
Готель «Дельта Бессборо»

В місті Саскатуні є багато музеїв, будівель, меморіалів і об'єктів культурної спадщини. Найвідомішими є:
- Готель «Дельта Бессборо» (англ. Delta Bessborough Hotel) історичний готель в центрі місті Саскатуні.

- Бродвейський міст (англ. Broadway Bridge)

- «Стежка Мівасин Долина» (англ. Meewasin Valley Trail)

- «Лісгосп парк і зоопарк» (англ. Forestry Farm Park and Zoo)

- «Саскачеванський Музей Західного Розвитку» (англ. Saskatchewan Western Development Museum)

- «Центр Мистецтво ім. Франк й Ельен Ремай» (англ. Frank & Ellen Remai Arts Centre)

## Освіта
У 1907 році було засновано Саскачеванський університет.
Також в Саскатуні знаходиться «Саскачеванський Інститут Прикладної Науки й Технологій — Кельсі Кампус» (англ. Saskatchewan Institute of Technology - Kelsey Campus) знаходиться на «Іделвайд» (англ. Idylwyld) й «Тридцять-третій Стріт» (англ. 33rd Street), було засновано в р. 1941. Кампус було названо на честь Генрі Кельсі, першого європейця-дослідника, який подорожував річкою Саскачеван.

## Спорт
Саскатун Блейдс — хокейна спортивна команда, котра виступає у Західній хокейній лізі.

## Відомі особистості
В поселенні народився:
- Берт Гардінер (1913—2001) — канадський хокеїст.
- Даррен Ван Імп (нар.1973) — канадський хокеїст.
- Дмитро Ціпивник (1927—2003) — український громадсько-політичний діяч, Доктор медицини. Президент Світового Конґресу Українців (1993—1998).

## Міста-побратими
З 1991 року Українське місто Чернівці є містом-побратимом Саскатуна.

### Міста-побратими Саскатуна
- Україна, Чернівці
- Швеція, Умео
- КНР, Шицзячжуан,
- Німеччина, Кельн,
- Фінляндія,  Тампере,
- США, Мідленд ,Техас
- Японія, Кітахіросіма
- Південна Корея, Ульсан
- Велика Британія, Оксфорд
- Афганістан, Кабул
- Іран, Мехдішехр

## Українці Саскатуну
Українці почали селитися у Саскатуні в кінці 19 ст. Саскатун є осереддям єпархій Української греко-католицької і Української греко-православної церков (див. Саскатунська українська греко-православна єпархія та Саскатунська єпархія УГКЦ) — та Української евангельсько-баптистської церкви (з 1929): 3 українські греко-католицькі і 2 українські греко-православні парафії, Українське місійне і біблійне товариство (з 1945) і його щотижневе радіомовлення «Година Божого Слова». Численні українські установи, серед ін. — виховні інститути для студіюючої молоді: католицький Інститут ім. митрополита А. Шептицького і православний Інститут ім. П. Могили, два музеї.
1926 року у Саскатуні під час Всеканадського українського з'їзду постав Союз Українок Канади.
У Саскачеванському університеті працює 35 професорів і викладачів українського походження; Славістичний відділ включає українознавчі предмети.
З нагоди 120-ї річниці появи перших українських переселенців у Канаді 24 червня 2011 р. був запущений Історичний Потяг українських піонерів, що пройшов за маршрутом Галіфакс — Монреаль — Оттава — Торонто — Вінніпег — Саскатун — Едмонтон.
В Саскатуні знаходиться штаб квартира Українського Музею Канади. З моменту заснування у 1936-му році до 1980-го року музей знаходився в Інституті Петра Могили, після чого переїхав у окреме приміщення.

### Народились
- Бра́єн-Йо́сиф Ба́йда — єпископ Саскатунський УГКЦ, редемпторист.

## Особливості
- Саскачеванський університет — (англ. University of Saskatchewan)
- Міжнародний аеропорт імені Джона Діфенбейкера (англ. Saskatoon John G. Diefenbaker International Airport) (фр. Aéroport international John G. Diefenbaker de Saskatoon)

Панорама міста Саскатун — вид на центральну частину міста